# Algérie aux Jeux olympiques d'hiver de 2014
 (février 2014).
La participation de l'Algérie aux Jeux olympiques d'hiver de 2014 à Sotchi en Russie du 7 au 23 février 2014, constitue la quatrième participation du pays à des Jeux olympiques d'hiver. La délégation algérienne est représentée par un seul athlète.

## Ski de fond
L'Algérie aligne son seul représentant lors des épreuves de ski de fond à ces Jeux olympiques. Il s'agit de Mehdhi-Selim Khelifi, né le 1er septembre 1992 dans les Pyrénées françaises et possédant la double nationalité franco-algérienne. Il a fait partie de l'école espoir en France. Âgé de 21 ans, il prend part aux Jeux olympiques pour la deuxième fois apres les Jeux olympiques de 2010. Mehdhi-Selim Khelifi dispute l'épreuve du 15 km le 14 février au complexe de ski de fond et de biathlon Laura.

### Qualification
Trois cent dix places sont attribuables en ski de fond lors des Jeux olympiques de  Sotchi  dans la limite de vingt athlètes par nation. La période de qualification s'étale entre juillet 2012 et le 19 janvier 2014. Pour se qualifier, les athlètes doivent obtenir un maximum de 100 points de la Fédération internationale de ski (FIS) dans la limite de quatre sportifs par pays en sachant que pour les épreuves de sprint, les athlètes doivent obtenir un maximum de 120 points FIS dans l'épreuve concernée. Si une nation ne réalise pas ce critère, il lui est possible d'obtenir un ticket olympique pour chaque sexe dans les épreuves de sprint ou pour le 10 km féminin et 15 km masculin, à condition que l’athlète concerné totalise un maximum de 300 points dans l’épreuve correspondante (distance ou sprint) selon la liste olympique des points FIS .
Mehdhi-Selim Khelifi réussit les minima de la FIS dans les disciplines de sprint et de courses de distance,. Pour se qualifier, il participe à quelque compétitions internationales dans la saison de 2013, dont notamment les épreuves de Rohrhardsberg en Allemagne et Bessans en France, à la coupe du monde Ski de fond Davos en Suisse, où il est classé respectivement 19e, 37e et 86e.

### Résultat
| Athlète              | Épreuve         | Temps final | Retard sur le 1er | Rang |
| -------------------- | --------------- | ----------- | ----------------- | ---- |
| Mehdhi-Selim Khelifi | 15 km Classique |             |                   |      |

## Aspects extra-sportifs

### Diffusion des Jeux en Algérie
Les Jeux olympiques de Sotchi ne sont diffusés par aucune chaîne de télévision nationale. Les Algériens peuvent suivre les épreuves olympiques en regardant en clair la chaîne française du groupe France Télévisions et les chaînes de l'Arab States Broadcasting Union, ainsi que sur le câble et le satellite sur le réseau d'Eurosport.